# Test Drive II: The Duel
Test Drive II: The Duel est un jeu vidéo de course automobile développé par Distinctive Software et édité par Accolade en 1989. Le jeu fonctionne sur Amiga, Amstrad CPC, Apple II, Commodore 64, DOS, Mega Drive, MSX, Super Nintendo et ZX Spectrum.

## Versions
- 1989 - DOS, Amiga, Atari ST, Commodore 64 (Distinctive Software)
- 1989 - Amstrad CPC, ZX Spectrum (Random Access)
- 1989 - MSX (New Frontier)
- 1992 - Mega Drive, Super Nintendo

## Extensions
Sur Amiga, Commodore 64 et DOS, 4 extensions ont été proposées dans l'année qui a suivi la sortie du jeu :
- Test Drive II Car Disk: The Muscle Cars
- Test Drive II Car Disk: The Super Cars
- Test Drive II Scenery Disk: California Challenge
- Test Drive II Scenery Disk: European Challenge

Le jeu original et ses 4 extensions ont été proposés dans la compilation Test Drive II: The Collection sur ces mêmes machines en 1990.